# Turingeån

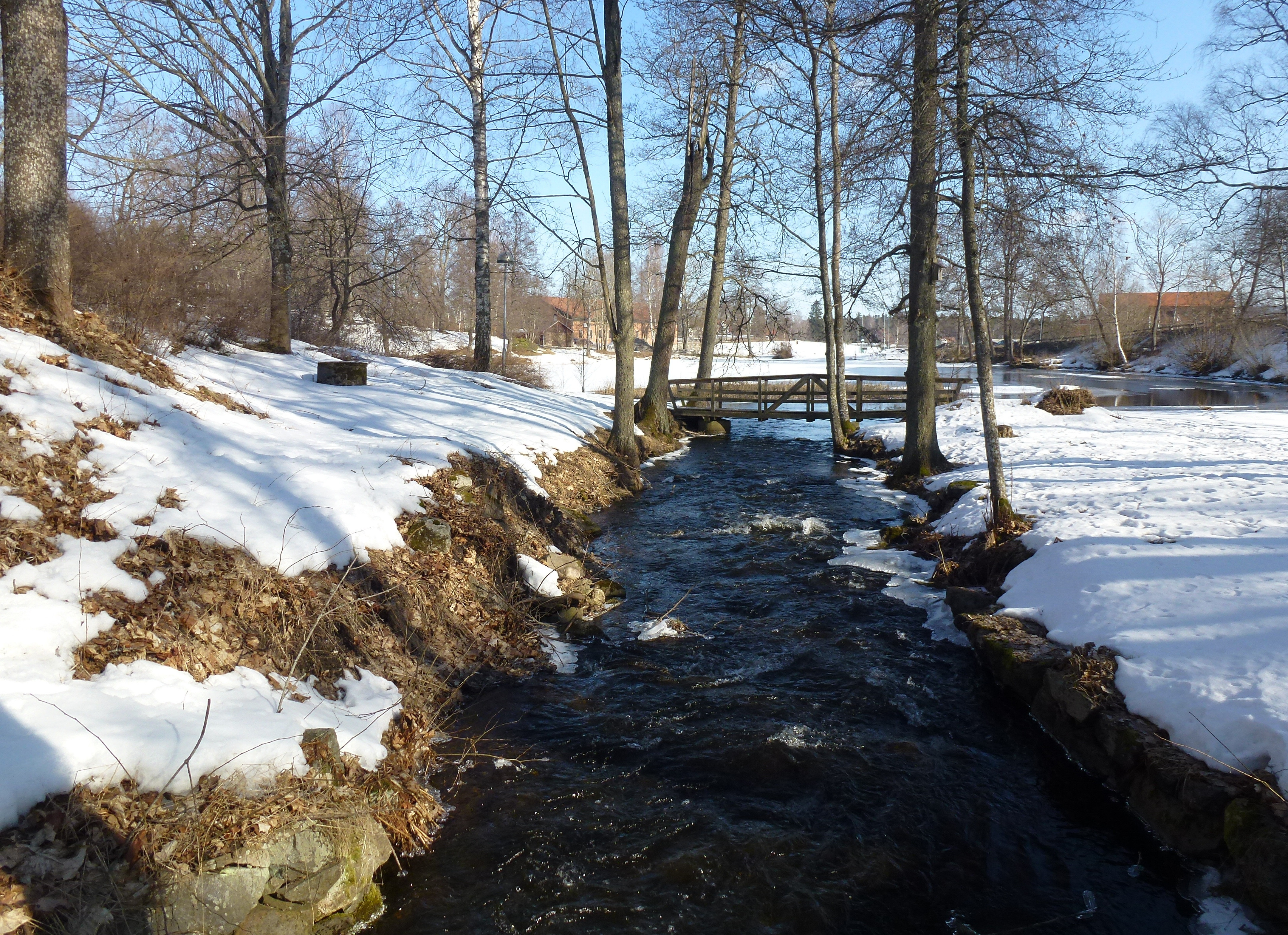
Turingeån vid Nykvarns herrgård.

Turingeån är en å i Södermanland som rinner åt norr och mynnar i Mälaren vid Sundsvik. 
Ån har ett avrinningsområde på 105 km² främst inom Nykvarns kommun och rinner genom ett flertal sjöar. De största är Yngern (38 m ö.h.) och Turingen (6 m ö.h.). Till och med Yngern är vattnet näringsfattigt och rent och klassas som möjlig dricksvattentäkt. Turingen som tidigare belastats av spillvatten från det numera nedlagda pappersbruket i Nykvarn har däremot genomgått saneringsåtgärder på grund av höga kvicksilverhalter. Turingeån tillhör Norrströms huvudavrinningsområde.
Ån har stort kulturellt värde för Nykvarns kommun och dess innevånare. Övre delen av ån har sedan lång (sedan minst 1881) tid ägts samfällt av ett stort antal fastighetsägare. Den 11 september 2024 bildades två samfällighetsföreningar vars uppgift är att underlätta skötsel och underhåll av övre delen av ån, från utloppet i sjön Yngern, fram till Nedre bruket.
Vid utloppet vid sjön Yngern finns det en dammlucka som reglerar vattennivån i sjösystemet Yngern. Denna reglering har funnits i många hundra år och varit upphov till många diskussioner och det finns en svårläst vattendom från 1952 som givit  upphov till flera vidare diskussioner. 